# ویلا سارابهای
ویلا سرابهای (به انگلیسی: Villa Sarabhai) یا ویلای خانم مانراما سارابهای (به فرانسوی: Madame Manorama Sarabhai) یک ویلای مدرنیستی است که در احمدآباد هند قرار دارد. معمار سوئیسی لو کوربوزیه طراح این بنا است. این خانه بین سال‌های ۱۹۵۱ تا ۱۹۵۵ ساخته شده‌است.

## تاریخ
این بنا برای مانراما سارابهای ساخته شده‌است، که در سال ۱۹۵۱ مأمور ساخت خانه برای خانواده در حال رشد خود را به لو کوربوزیه سفارش داد و در سال ۱۹۵۵ به پایان رسید.

## طرح
این بنا در یک باغ بیست هکتاری سرسبز متعلق به خانواده سارابهای ساخته شد. کوربوزیه پس از بررسی اقلیم محلی که ویژگی اصلی آن تغییرات شدید دما و رطوبت هواست، تصمیم گرفت از طاق به عنوان سازهٔ تعریف کننده بنا استفاده کند.